# Myrmarachne linguiensis
Myrmarachne linguiensis är en spindelart som beskrevs av Zhang Y, Song D., Zhu M. 1992. Myrmarachne linguiensis ingår i släktet Myrmarachne och familjen hoppspindlar. Inga underarter finns listade i Catalogue of Life.